# Natalie Frank
Natalie Frank, née en 1980 à Austin, est une artiste américaine. Son travail traite des thèmes du pouvoir, de la sexualité, du genre, du féminisme et de l'identité. Principalement reconnue comme peintre, l'artiste explore d'autres médiums, dont la sculpture et le dessin. Son œuvre la plus célèbre est une réinterprétation féministe des contes non censurés des frères Grimm. Elle vit et travaille à New York.

## Biographie
Originaire d'Austin, Natalie Frank déménage à Dallas à l'âge dix ans. Dîplomée avec mérite de l'école secondaire, son entrée à la National Honor Society est cependant refusée en raison de conflits avec les administrateurs de l'école qui réfutent les dessins qu'elle réalise sur son quotidien. Elle étudie à la Florence Academy of Art et à International School of Art de Todi en 2000, ainsi qu'à l'École nationale supérieure des beaux-arts de Paris ou à la New York Academy of Art en 2001 et 2002. En 2002, Natalie Frank obtient un baccalauréat en arts visuels de l'Université Yale, puis une maîtrise en arts visuels de l'Université Columbia en 2006. En 2003, elle est lauréate de la bourse Fulbright remise par l'Académie nationale des beaux-arts d'Oslo.
En 2013, elle est diagnostiquée avec un manque de vision stéréoscopique, soit une perception limitée de la profondeur. Bien qu'appareillée de lentilles correctrices, l'artiste utilise cette nouvelle vision comme source d'inspiration pour créer des figures en 3D. 

## Carrière professionnelle

### Cadre artistique
Le travail de Natalie Frank est marqué par des thématiques explicites et souvent traitées avec ironie et humour comme la place des femmes, la sexualité, le genre, la violence et l'humanité. L'artiste s'amuse à brouiller la frontière entre réalité et fantaisie. Elle situe ses créations à la limite du réalisme magique et du monde réel. La littérature constitue une source d'inspiration majeure. Natalie Frank utilise principalement la peinture à l'huile et les médias mixtes. Ses compositions sont souvent comparées aux figures charnues du peintre anglais Francis Bacon. Parmi ses autres sources d'inspirations, elle aime citer Edgar Degas, Diego Vélazquez, Käathe Kollwitz, Francisco de Goya et Robert Gober.
En 2006, alors qu'elle termine sa maîtrise à l'Université Columbia, Natalie Frank expose pour la première fois en solo à la Briggs Robinson Gallery de New York. La directrice de la galerie, Bettina Smith, est alors  à la recherche d'une future star du monde de l'art. En 2013, son travail est présenté à  l'Acme Gallery de Los Angeles. La série intitulée The Scene of Disappearance, est composée d'œuvres dépeignant la vie de famille à travers des portraits intimes et grotesques de corps placés dans des espaces intérieurs, brouillant la frontière entre l'abstraction et le réalisme. Les thèmes récurrents abordent les rêves, le subconscient, l'aliénation et la détresse. Cette exposition marque également une première approche de l'artiste avec la technique du collage.
Son travail artistique est inclus dans plusieurs collections de musée, y compris le Whitney Museum of American Art, le Brooklyn Museum et le Blanton Museum of Art,.

### Les contes de Grimm
En 2011, l'artiste britannique Paula Rego suggère à Natalie Frank de lire les versions originales et non censurées des contes de Grimm, notant que la série aborde plusieurs des thèmes présents dans son œuvre. Elle passe ainsi les trois années suivantes à réaliser 75 dessins à la gouache et au pastel issus de 36 des histoires originales, y compris des contes bien connus comme Rapunzel et Cendrillon, tout comme des récits moins connus tels The Lettuce Donkey.  Il s'agit de l'une des premières réinterprétations des contes par une artiste contemporaine.
Natalie Frank se réfère à ses créations comme une série de dessins et non d'illustrations, afin d'appuyer l'interprétation féministe qu'elle a souhaité donner à ses histoires. Pour accentuer la nature sombre des contes, elle utilise des couleurs vives, souvent au néon. Elle compose ses personnages à partir de photographies de modèles, qui incluent souvent sa famille et ses amis. Un portrait de son père apparaît dans «All Fur» et le visage de son grand-père flotte près du corps sans tête de Barbe-Bleue.
En 2015, le Drawing Center de New York propose sous l'impulsion de la conservatrice Claire Gilman, une exposition réunissant vingt-cinq des dessins des frères Grimm. Une version élargie de l'exposition ouvre ses portes au Blanton Museum of Art à Austin, en juillet de la même année,.
Natalie Frank collabore avec Jack Zipes, spécialiste de l'univers des frères Grimm, à la publication d'un ouvrage illustré. Le livre réunit trente-six histoires, en commençant par The Frog King et se terminant par The Golden Key. En plus des récits illustrés, l'historienne de l'art Linda Nochlin, l'érudit Jack Zipes, la réalisatrice Julie Taymor et la conservatrice Claire Gilman ont contribué à la rédaction d'essais universitaires.

## Collaborations
Au printemps 2017, Natalie Frank collabore avec l'artiste britannique Zoë Buckman sur un projet de peinture murale. Réalisée au New York Live Arts, la fresque intitulée We Hold These Truths To Be Self-Evident (Nous tenons ces vérités pour être des évidences) est une réponse aux propos misogynes de Donald Trump, en fonction comme 45e président des États-Unis depuis le 20 janvier 2017. Le projet s'appuie sur des déclarations d'hommes politiques anciens ou actuels, évoquant la place des femmes et leurs corps.

## Publications
- Natalie Frank : Tales of the Brothers Grimm, Claire Gilman, Natalie Frank, Julie Taymor, Jack Zipes, Damiani, 272p, 2015,  (ISBN 8862083866)

## Expositions personnelles
Parmi une liste non exhaustive :
- Unveiling, Briggs Robinson Gallery, New York, NY, 26 janvier - 11 mars 2006
- Where She Stops, Mitchell-Innes & Nash, New York, NY, 7 septembre - 13 octobre 2007
- Desire Comes Later, Arndt & Partner, Zurich, 7 mars - 12 avril 2008
- My Noon, My Midnight, My Talk, My Song, Space SBH, St. Barth's French West Indies, 16 février - 7 mars 2012
- The Governed and the Governors, Fredericks Freiser, New York, NY, 4 octobre - 3 novembre 2012
- The Scene of a Disappearance, ACME, Los Angeles, CA, 19 octobre - 16 novembre 2013
- Interiors and Openings, Rhona Hoffman Gallery, Chicago, Illinois, septembre - octobre 2014
- Natalie Frank : The Brothers Grimm, Blanton Museum of Art at University of Texas, Austin,  11 juillet- 11 novembre 2015
- Natalie Frank: Unbound, Kemper Museum of Contemporary Art, Kansas City, 28 janvier - 15 mai 2022[13]